# 贝格费尔德
贝格费尔德是德国下萨克森州的一个市镇。总面积10.60平方公里，总人口897人，其中男性441人，女性456人（2011年12月31日），人口密度85人/平方公里。